# 青木
青木（学名：Aucuba japonica）为丝缨花科桃叶珊瑚属的植物。分布在朝鲜、日本及中国浙江等地。

## 别名
东瀛珊瑚（中国树木分类学）

## 变种
花叶青木（学名：Aucuba japonica var. variegata）为绞木科桃叶珊瑚属青木的变种。别名洒金叶珊瑚（江苏）、金沙树（日本）。

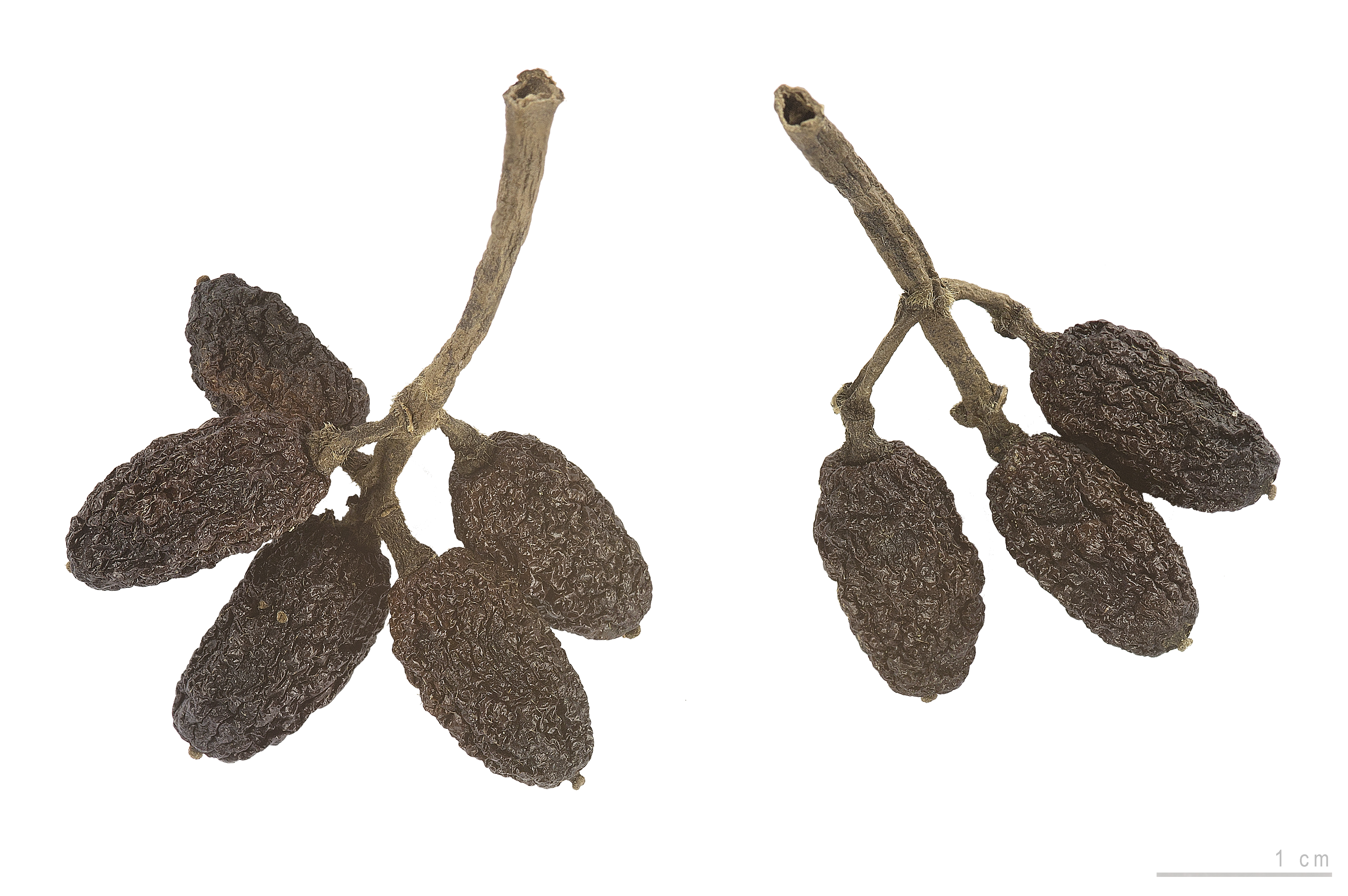
Aucuba japonica

有意見認為該變種等同Aucuba japonica var. japonica。

## 延伸阅读
- 昆明植物研究所. . 《中国高等植物数据库全库》. 中国科学院微生物研究所.   [2009-02-22]. （原始内容存档于2016-03-05）.